# Dardamel-e Hoseynali
Dardamel-e Hoseynali (persan : داردمل حسينعلي également romanisé Dārdamel-e Ḩoseyn'alī) est un village du district rural de Afrineh dans le district de Mamulan dans la Province du Lorestan en Iran. Lors du recensement de 2006, sa population était de 36 habitants répartis dans 6 familles.